# Coincy (Mosela)
Coincy é uma comuna francesa na região administrativa de Grande Leste, no departamento de Mosela.